# Begonia squamulosa
Espèce
Begonia squamulosa est une espèce de plantes de la famille des Begoniaceae. Ce bégonia est originaire d'Afrique équatoriale. L'espèce fait partie de la section Tetraphila. Elle a été décrite en 1871 par Joseph Dalton Hooker (1817-1911). L'épithète spécifique squamulosa vient du latin squamula, écaille, et signifie « écailleux ».

## Répartition géographique
Cette espèce est originaire des pays suivants : Congo ; Guinée Équatoriale ; Gabon.

## Liste des variétés
Selon Tropicos (23 février 2017) (Attention liste brute contenant possiblement des synonymes) :
- variété Begonia squamulosa var. bipindensis N. Hallé
- variété Begonia squamulosa var. squamulosa